# برناک اوکانر
برناک اوکانر (انگلیسی: Brenock O'Connor؛ زادهٔ ۹ آوریل ۲۰۰۰) بازیگر و خواننده اهل بریتانیا است. وی از سال ۲۰۰۶ میلادی تاکنون مشغول فعالیت بوده‌است.
از فیلم‌ها یا مجموعه‌های تلویزیونی که وی در آن‌ها نقش داشته‌است، می‌توان به های اسپارو اشاره نمود.